# Зеленко Генріх Йосипович
Генріх Йосипович Зеленко (16 червня 1905, місто Катеринослав, тепер Дніпро — 14 листопада 1972, місто Москва, тепер Російська Федерація) — радянський державний діяч, начальник Головного управління трудових резервів при Раді міністрів СРСР, голова Державного комітету Ради міністрів СРСР з професійно-технічної освіти.

## Біографія
Народився в родині залізничника. У 1917—1923 роках наймитував, працював чорноробом та слюсарем залізничних майстерень міста Полоцька Вітебської губернії. 
З 1923 до 1925 року — завідувач облікового відділу Полоцького повітового комітету комсомолу.
У 1925—1927 роках — секретар Узденського районного комітету комсомолу Мінського округу Білоруської СРР.
Член ВКП(б) з січня 1926 року.
У 1927—1928 роках — червоноармієць, комсомольський організатор (комсорг) артилерійського полку 37-ї дивізії РСЧА.
У 1928—1929 роках — завідувач організаційного відділу Клинцовського повітового комітету ВЛКСМ Брянської губернії.
У 1929—1930 роках — секретар Вяземського окружного комітету ВЛКСМ Західної області.
У 1930—1933 роках — студент факультету зовнішньої торгівлі Московського інституту сходознавства, за фахом інженер-економіст.
У 1933—1938 роках — завідувач відділу, секретар, голова ЦК профспілки працівників державних установ.
У 1938—1940 роках — завідувач відділу зарплати службовців, завідувач відділу соціального страхування ВЦРПС.
У жовтні 1940—1946 роках — 1-й заступник начальника Головного управління трудових резервів при Раді народних комісарів СРСР.
У травні 1946—1947 роках — заступник міністра трудових резервів СРСР.
У 1947—1951 роках — начальник Головного управління морського технічного постачання Міністерства морського флоту СРСР.
У 1951—1953 роках — заступник міністра морського флоту СРСР.
У травні — серпні 1953 року — начальник Головпостачу Міністерства морського та річкового флоту СРСР.
У серпні 1953—1954 роках — начальник Головного управління професійно-технічної освіти Міністерства культури СРСР.
У 1954 — липні 1959 року — начальник Головного управління трудових резервів при Раді міністрів СРСР.
27 липня 1959 — 21 січня 1963 року — голова Державного комітету Ради міністрів СРСР з професійно-технічної освіти.
У березні 1963 — липні 1964 року — голова Державного комітету з професійно-технічної освіти при Держплані СРСР.
З липня 1964 року — персональний пенсіонер союзного значення в Москві.
Помер 14 листопада 1972 року в Москві. Урна з прахом похована в колумбарії Новодівичого цвинтаря Москви.

## Нагороди
- орден Леніна
- два ордени Трудового Червоного Прапора (15.06.1955)
- орден Червоної Зірки
- медалі